# Смогиловка (Круглянский район)
Смоги́ловка (трансліт. бел. Смагі́лаўка также бел. Смагіло́ўка) — деревня в Круглянском районе Могилёвской области. Входит в состав Тетеринского сельсовета.
До 21 декабря 2011 года входила в состав Шепелевичского сельсовета.

## История
В 1910 году входила в состав Тетеринской волости
Могилевского уезда, Бовсивичской сельской общины. В деревне было 14 дворов и 116 человек.